# ISO 14000
ISO 14000 – международный стандарт, содержащий требования к системе экологического управления (environmental management system), по которым проходит  сертификация.
ISO 14000 имеет сходство с ISO 9000 (семейством стандартов по менеджменту качества), оба относятся к процессу производства продукта, а не к самому продукту. Как с ISO 9000, сертификация осуществляется сторонними организациями, а не ISO напрямую. Требования ISO 14000 являются неотъемлемой частью Схемы эко-менеджмента и аудита ЕС (EMAS). Однако, требования EMAS являются более жесткими в вопросах повышения экологической эффективности деятельности организации, соблюдения экологического законодательства, отчетности и вовлечения сотрудников.

## История возникновения стандарта
Возникновение стандартов на системы экологического менеджмента стало ответом на возрастающий в обществе интерес к проблемам окружающей среды. Истоки этого интереса можно проследить в 1972 году, когда Организация Объединённых Наций организовала конференцию по проблемам окружающей среды в Стокгольме, на которой была запущена Программа ООН по окружающей среде. Эти инициативы привели к созданию Всемирной комиссии по окружающей среде и развитию и принятию Монреальского протокола и Базельской конвенции.
В 1992 году была проведена первая конференция в Рио-де-Жанейро под названием Саммит Земли, задачей которой было создание в обществе ориентации на сохранение окружающей среды на глобальном уровне. Во время конференции была принята Повестка дня на XXI век, целью которой является достижение устойчивого развития, то есть высокого качества окружающей среды и здоровой экономики для всех народов мира.
Однако достижение указанной цели возможно только при скоординированной деятельности различных участников общественной жизни.
Как было отмечено подразделением ООН по Устойчивому развитию, промышленность играет ключевую роль в достижении целей устойчивого развития в качестве поставщика товаров и услуг для общества, как источник создания рабочих мест и как активный участник в общинной жизни.
В 1992 году BSI Group был опубликован первый в мире стандарт на системы экологического менеджмента для организаций — BS 7750. Примечательно, что этот стандарт появился не как результат деятельности государства, а по инициативе английских промышленников, столкнувшихся с ужесточением природоохранного законодательства и необходимостью применения адекватных управленческих решений. Этот стандарт стал основой для развития международной серии стандартов ISO 14000, опубликованной в 1996 году Международной организацией по стандартизации ISO.
По состоянию на 2017, ISO 14001 в настоящее время используется по меньшей мере 362 610 организаций в 181 стране.

## Разработка серии стандартовISO14000
Семейство стандартов ISO 14000 прежде всего включает в себя стандарт ISO 14001, представляющий собой фундаментальный набор правил, используемых организациями по всему миру, проектирующими и внедряющими эффективные системы экологического менеджмента (далее СЭМ). Другим стандартом, включённым в эту серию является ISO 14004, дающий набор дополнительных руководств для достижения результативности СЭМ. Он также содержит специальные правила, связанные со специфическими аспектами экологического менеджмента. Основной целью серии стандартов ISO 14000 и установленных ими требованиями является продвижение наиболее эффективных и результативных практик экологического менеджмента в организациях, а также предоставление: полезных, пригодных к использованию, экономически-выгодных, систематизированных, гибких и приспосабливаемых под деятельность различных организаций инструментов. Стандарты серии ISO 14000 так же демонстрируют наиболее успешные практики, используемые для сбора, представления и анализа информации, касающейся экологии.
В отличие от предыдущих экологических распоряжений и правил, основанных на принудительных подходах, позже заменённых подходами, основанными на рыночных механизмах, ISO 14000 был основан на добровольном подходе к экологическому регулированию. Серия стандартов ISO 14000 включает ISO 14001, содержащий руководства для создания или улучшения СЭМ. Стандарт ISO 14001 унаследовал многие положения от стандарта управления качеством — ISO 9000, который служил в качестве модели для внутренней структуры ISO 14001 (NationalAcademyPress 1999), оба из которых могут внедряться параллельно наравне друг с другом. Так же как и ISO 9000, ISO 14000 может служить как внутренним инструментом менеджмента, так и способом продемонстрировать экологическую ответственность своим клиентам и потребителям.
До разработки серии стандартов ISO 14000, организации добровольно создали свои собственные СЭМ, но в них появилось много различий из-за силы влияния разных компаний на экологию, поэтому и была разработана универсальная серия стандартов ISO 14000. СЭМ определена ISO как «часть системы менеджмента организации, включающая организационную структуру, планирование деятельности, ответственность, практики, процедуры, процессы и ресурсы для разработки, внедрения, выполнения и управления политикой в области экологии».

## Стандарт ISO 14001
ISO 14001 устанавливает критерии для СЭМ. Он не устанавливает требования для экологической эффективности, но описывает основные правила, которым организация может следовать для построения эффективной СЭМ. Он может быть использован организациями для повышения эффективности использования ресурсов, снижению потерь и издержек. Используя ISO 14001 можно продемонстрировать защищённость менеджмента организации и её работников. Так же он может быть использован для демонстрации заинтересованным сторонам того, что компания измеряет и улучшает экологическое влияние на них. ISO 14001 может быть интегрирован с другими функциями менеджмента для более удобного достижения своих экологических и экономических целей.
Так же как и другие стандарты, ISO 14001 является добровольным. Его главной целью является помощь компаниям в улучшении своих экологических показателей, соблюдая при этом действующее законодательство. Организации ответственны за установление своих целей, их отслеживание и достижение. Стандарт служит помощью в достижении целей и задач компании, а также для их мониторинга и измерения.
Стандарт может быть применён к различным уровням деятельности компании, от организационного, до уровня производства и оказания услуг. Вместо того, чтобы фокусироваться на конкретных измерениях и целях экологической эффективности, стандарт выделяет то, что организация должна делать, чтобы достичь эти цели. Успешность системы сильно зависит от вовлечённости всех уровней организации, особенно высшего руководства, которое должно быть вовлечено в разработку, внедрение и управление СЭМ.
ISO 14001 обладает родовыми признаками стандартов на системы менеджмента, полезных для организаций, желающих улучшить свою деятельность и управлять ресурсами более эффективно. Он подходит для:
- Всех крупных транснациональных компаний;
- Компаний, как с высокими, так и малыми рисками;
- Производственных компаний и, компаний предоставляющих услуги, включая местные государственные сообщества;
- Всех отраслевых секторов, включая публичные и закрытые;
- Производителей уникального оборудования и их поставщиков.

Все стандарты периодически пересматриваются ISO на актуальность текущим рыночным требованиям.

### Основные принципы и методология

#### Планирование — установка целей и необходимых процессов
До внедрения ISO 14001, рекомендуется провести анализ на соответствие требованиям стандарта текущих процессов организации — это облегчит обнаружение элементов существующих и будущих процессов компании, взаимодействующих с окружающей средой. Эти элементы определяются экологическими аспектами. Экологические аспекты могут быть как прямыми — теми, которые образуются в результате производства, так и косвенными — теми, которые связаны с поставками сырья и материалов. Такая первоначальная проверка помогает компаниям в установлении своих экологических целей и задач, которые должны быть точно измеримы; позволяет разработать управленческие процедуры и процессы; помогает выявить соответствующие законодательные требования, которые потом могут быть включены в политику организации.

#### Действие — внедрение процессов
На протяжении этого этапа компания определяет необходимые ресурсы и персонал организации, ответственный за внедрение и контролирование СЭМ. Этап включает документирование всех процессов и процедур; включая контроль за операциями и документами; создание процедур для экстренных случаев; а также процессы обучения сотрудников, чтобы удостовериться в том, что они внедрили необходимые процессы и фиксируют результаты наблюдений. Вовлечённость и участие всех уровней организации, особенно высшего руководства — жизненно важное условие на этапе внедрения, так как эффективность всей СЭМ зависит от активности участия всего персонала организации.

#### Проверка — измерение, мониторинг и отчетность процессов
В течение этапа проверки, отслеживается и периодически измеряется производительность, для обеспечения уверенности в том, что экологические цели и задачи организации выполняются. В дополнении, регулярно проводятся внутренние аудиты для выяснения — действительно ли СЭМ внедрена должным образом, а процессы и процедуры измеряются и управляются адекватно.

#### Воздействие — проводить мероприятия по улучшению деятельности СЭМ, основанные на достигнутых результатах
После этапа проверки проводится запланированный пересмотр деятельности организации для того, чтобы убедиться, что цели СЭМ достигаются, степень их достижения соответствует установленной, взаимосвязи должным образом управляются, и, чтобы оценить изменения внешних условий (например, нормативно-правовых требований) в целях дальнейшей выработки рекомендаций по улучшению функционирования системы. Эти рекомендации далее учитываются на этапе планирования для того, чтобы, вследствие их реализации, улучшить СЭМ.

#### Концепция непрерывного улучшения
Главное требование концепции непрерывного улучшения отличается от требования стандарта систем менеджмента качества. В ISO 14001 указано 3 направления концепции непрерывного улучшения:
- Развитие. Постоянное расширение сфер бизнеса, охватываемых внедрённой системой экологического менеджмента.
- Насыщение. Постоянное увеличение типов деятельности, объёмов продукции, количества процессов, ресурсов, управляемых внедрённой СЭМ.
- Улучшение. Здесь имеются в виду как улучшение структуры и организации СЭМ, так и выработка собственных методов управления проблемами, связанными с экологией.[16]

В целом, концепция непрерывного улучшения подразумевает переход от обычных оперативных природоохранных мероприятий к стратегическому подходу к решению экологических проблем.

### Преимущества
Стандарт ISO 14001 был разработан главным образом для того, чтобы уменьшить воздействие деятельности организаций на окружающую среду. Помимо того, что организации смогут улучшить свою деятельность в рамках экологических стандартов, они так же получают ряд экономических преимуществ, в том числе повышенный уровень соответствия законодательным и правовым требованиям за счёт использования стандарта ISO.
Во-первых, понижая риски нормативных и экологических штрафов и повышая эффективность организации, что в свою очередь ведёт к сокращению отходов и используемых ресурсов, организация может снизить производственные затраты. Во-вторых, так как стандарт признан на международном уровне, многие организации по всему миру могут сертифицироваться на соответствие ISO 14001, опуская многократную сертификацию на различные стандарты. В-третьих, за последнее десятилетие наблюдается возмущение потребителей по отношению к организациям. Потребители все чаще требуют установку более строгих экологических норм, что означает необходимость внедрения стандарта ISO 14001 для долгосрочной жизнеспособности бизнеса. Тем самым, это обеспечивает компаниям конкурентные преимущества перед организациями, которые не внедряли стандарт. Это, в свою очередь, может оказать положительное влияние на стоимость активов организации и привести к повышению лояльности клиентов, что даст возможность выйти на международные рынки.
Сертификат ISO 14001 может означать наличие инновационного и перспективного подхода к потребителям и будущим сотрудникам; сертификация ISO 14001 может увеличить долю потребителей и партнёров; она может сократить стоимость государственного страхования гражданской ответственности.
Организации могут выиграть от внедрения СЭМ в том, что выявят для себя более обширные проекты бережливого производства (например, которые могут радикально урезать затраты на потребление электроэнергии). Стандарт ISO14001 может оказаться очень эффективным инструментом для некоторых организаций, определяющим стоимость сэкономленных средств. Какие-то компании могут наткнуться на трудности на этапе планирования, выявить отсутствие роли высшего руководства или же столкнуться с непониманием способа внедрения ISO 14001. В конце концов, они могут выявить, что управляют неэффективной СЭМ. Улучшения, которые могут осуществить организации, включают в себя:
- адекватность планирования своей деятельности;
- правильное распределение ресурсов;
- обеспечение тренингов;
- организацию совещаний для обсуждений;
- постановку измеримых целей;
- работу организации, соответствующей философии непрерывного улучшения.[17]

### Оценка соответствия
ISO 14001 может быть внедрён полностью или частично для того, чтобы помочь организации (будь то коммерческая или некоммерческая организация) улучшить взаимодействие с окружающей средой. Если все составляющие стандарта ISO 14001 включены в процесс управления, организация может управлять этими элементами, чтобы доказать полное соответствие стандарту ISO 14001, используя одну из четырёх перечисленных возможностей:
- Осуществлять самоопределение или самоуправление, или
- Искать подтверждение соответствия у заинтересованных сторон, например, потребителей, или
- Искать подтверждение соответствия у внешних организаций, или
- Пройти регистрацию у сертифицированных органов.

Все эти возможности несравнимы между собой. Каждая функция соответствует различным потребностям на рынке. Каждая организация для себя определяет ту функцию, которая более необходима в той или иной ситуации. Первую функцию иногда ошибочно называют «самостоятельная сертификация» или «само-сертификация». Это не приемлемо с точки зрения терминологии ISO и может привести к путанице на рынке. Вторую функцию называют аудитом второй стороны, что является приемлемым термином в рамках стандарта. Третья функция подразумевает наличие независимой третьей стороны (когда она, в свою очередь, не аккредитована международным сертифицирующим органом), проводящей аудит организации. Четвёртая функция так же подразумевает наличие третьей независимой стороны и наиболее широко применяется среди всех организаций. Сертификация так же известна в некоторых странах как «Регистрация». Поставщики услуг по сертификации аккредитованы национальным органом по сертификации (например, UKAS- в Великобритании).

### КонсультацияISO14001
ISO 14001 связан с экологическими проблемами. Хотя он и является стандартом на системы, но требует от организации идентифицировать и оценивать экологические аспекты своей деятельности и осуществлять контроль в целях сокращения негативного влияния на окружающую среду. Многим организациям требуется приложить немалое усилие для постановки задач экологического характера, поэтому они заказывают услуги консультантов ISO 14001 для решения технических проблем в экологии. Подготовка является первым шагом к внедрению ISO 14001.После подготовки организация может обратиться к компаниям-консультантам ISO 14001.

### Список стандартов серииISO14000
- ISO 14001 Системы экологического менеджмента. Требования и руководство по применению
- ISO 14004 Системы экологического менеджмента. Руководящие указания по принципам, системам и методам обеспечения функционирования
- ISO 14015 Экологический менеджмент. Экологическая оценка площадок и организаций
- ISO 14020 Экологические этикетки и декларации. Основные принципы
- ISO 14031 Управление окружающей средой. Оценивание экологической эффективности
- ISO 14040 Управление окружающей средой. Оценка жизненного цикла. Принципы и структура.
- ISO 14050 Управление окружающей средой. Словарь.
- ISO 14062 Экологический менеджмент. Интегрирование экологических аспектов в проектирование и разработку продукции
- ISO 14063 Экологический менеджмент. Обмен экологической информацией. Рекомендации и примеры
- ISO 14064 Измерение, количественное измерение и уменьшение выбросов парниковых газов.